# Xolmis pyrope
A Xolmis pyrope a madarak (Aves) osztályának verébalakúak (Passeriformes) rendjébe és a királygébicsfélék (Tyrannidae) családjába tartozó faj.

## Rendszerezés
A fajt Heinrich von Kittlitz német ornitológus írta le 1830-ban, a Muscicapa nembe Muscicapa Pyrope néven. Besorolása vitatott, egyes rendszerezők a Pyrope nembe sorolják be egyetlen fajként, Pyrope pyrope néven.

## Alfajai
- Xolmis pyrope fortis Philippi B. & A. W. Johnson, 1946
- Xolmis pyrope pyrope (Kittlitz, 1830)[1]

## Előfordulása
Argentína, Chile a Falkland-szigetek és a Déli-Georgia és Déli-Sandwich-szigetek területén honos. Természetes élőhelyei a mérsékelt övi erdők, szubtrópusi és trópusi cserjések, valamint másodlagos erdők és vidéki kertek. Vonuló faj.

## Megjelenése
Testhossza 22 centiméter.
|  |

## Természetvédelmi helyzete
Az elterjedési területe rendkívül nagy, egyedszáma pedig stabil. A Természetvédelmi Világszövetség Vörös listáján nem fenyegetett fajként szerepel.